# Heel veel lieve mensen
Heel veel lieve mensen is een nummer van het Nederlandse cabaret- en zangduo Acda & De Munnik uit 2008. Het is de tweede single van hun zesde studioalbum Nachtmuziek.
Het nummer haalde de 61e positie in de Nederlandse Single Top 100.